# Danske Statsbaner
A Danske Statsbaner (DSB) (Dán Államvasutak) Dánia legnagyobb vasúttársasága. A dán vasúthálózat legnagyobb részén biztosítja a személyszállítást, az áruszállítás és a pályafenntartás azonban nem tartozik a tevékenységi körébe. A DSB üzemelteti az S-tog nevű S-Bahn-rendszert, amely a koppenhágai agglomerációt szolgálja ki.
A DSB-t 1885-ben hozták létre két állami vasúttársaság, a De jysk-fynske Statsbaner és a De sjællandske Statsbaner összeolvadásával.

## Felosztása
- DSB Salg (értékesítés és marketing)
- DSB Produktion (a vonatok, elsősorban az S-togok üzemeltetése és karbantartása)
- DSB S-tog a/s (az S-tog hálózat működtetése)
- DSB Detail a/s (a DSB pályaudvarok üzleteinek felügyelete)
- DSB International (nemzetközi vonatok)

## Szolgáltatások

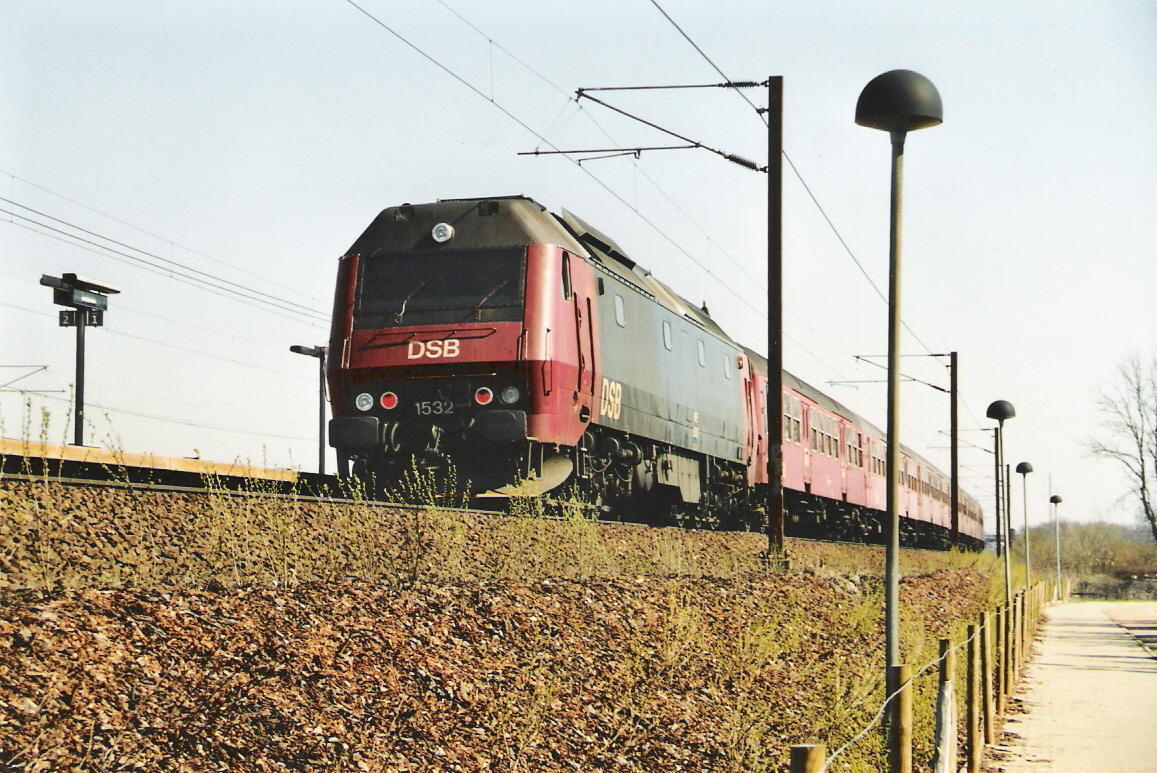
Személyvonat Dániában 2002-ben az 1972-ben bevezetett vörös/fekete festéssel

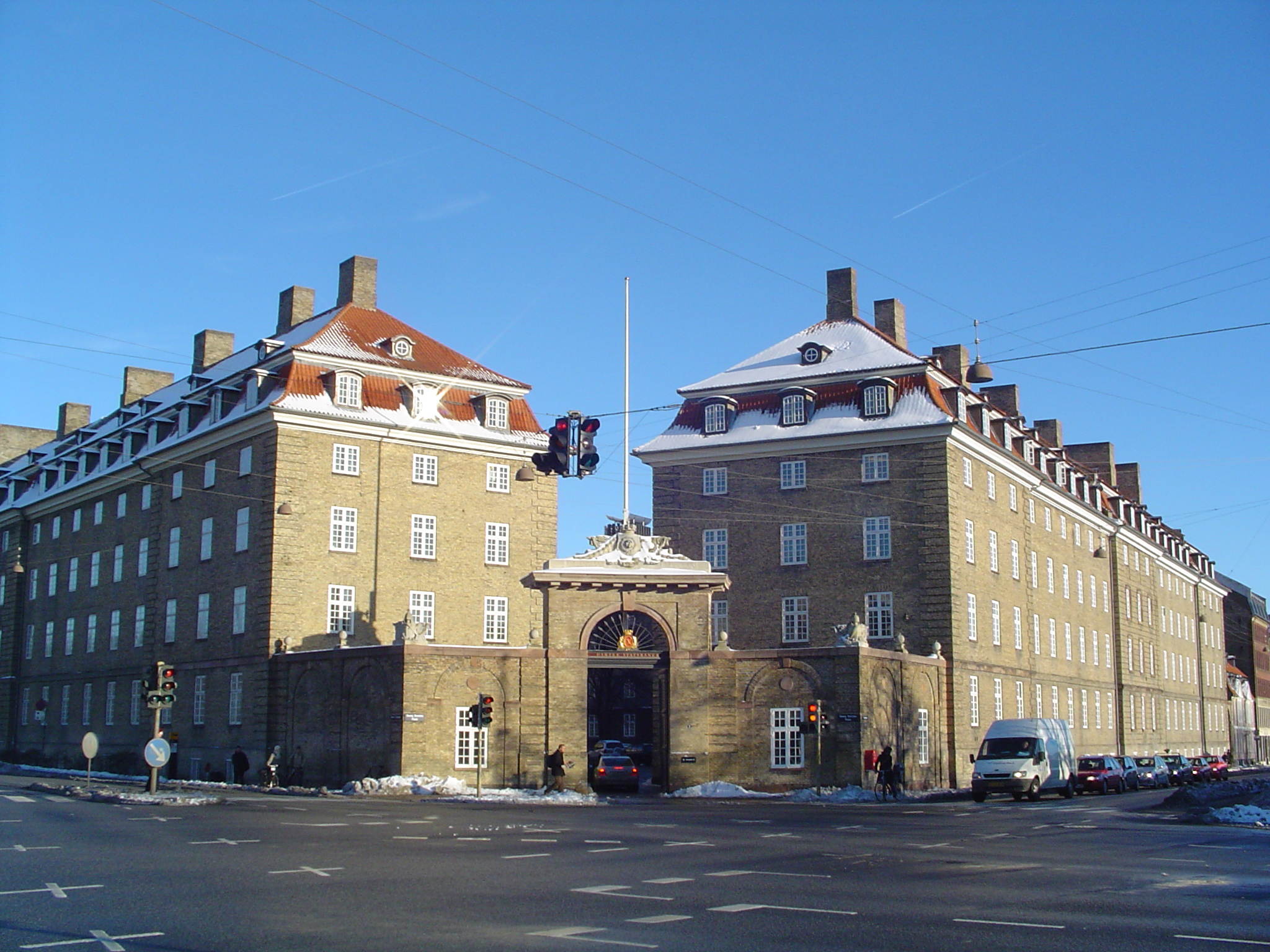
A DSB főhadiszállása Koppenhágában

A DSB az alábbi különböző vonatnemeket üzemelteti:
- Regional vonatok (RØ Kelet-Dániában, RV Nyugat-Dániában; ØR az Øresund régióban)
- LilleNord (PL) (vonatok a LilleNord vonalon Hillerød és Helsingør között)
- Inter-regional vonatok (IR)
- InterCity vonatok (IC)
- InterCityLyn (L) (expressz InterCity vonatok)
- EuroCity vonatok (EC)
- EuroNight vonatok (EN)

## 2007-es adatok
- Alkalmazottak száma: 9196 fő
- Elszállított utasok: 168,2 millió (ez 1%-kal több 2006-hoz képest), ebből nemzetközi: 10,2 millió, belföldi: 69,2 millió, S-tog utas: 88,6 millió
- S-tog vonatok pontossága:  91,6%